# Петропавлівська сільська рада (Куп'янський район)
Петропа́влівська сільська́ ра́да — адміністративно-територіальна одиниця та орган місцевого самоврядування в Куп'янському районі Харківської області. Адміністративний центр — село Петропавлівка.

## Загальні відомості
- Петропавлівська сільська рада утворена в 1923 році.
- Територія ради: 133,74 км²
- Населення ради: 3 579 осіб (станом на 2001 рік)
- Територією ради протікає річка Оскіл.

## Населені пункти
Сільській раді підпорядковані населені пункти:
- с. Петропавлівка
- с. Кучерівка
- с. Синьківка

## Склад ради
Рада складається з 20 депутатів та голови.
- Голова ради: Козирєва Ольга Миколаївна
- Секретар ради: Бутенко Тетяна Іванівна

### Керівний склад попередніх скликань
| Прізвище, ім'я, по батькові | Основні відомості                                                             | Дата обрання | Дата звільнення |
| --------------------------- | ----------------------------------------------------------------------------- | ------------ | --------------- |
| Кізім Віталій Миколайович   | Сільський голова, 1956 року народження, член Народної партії                  | 26.03.2006   | 31.10.2010      |
| Козирєва Ольга Миколаївна   | Сільський голова, 1956 року народження, освіта незакінчена вища, позапартійна | 31.10.2010   |                 |

Примітка: таблиця складена за даними сайту Верховної Ради України

### Депутати
За результатами місцевих виборів 2010 року депутатами ради стали:

#### За суб'єктами висування
| Суб'єкт висування | Кількість обраних депутатів | %  |
| ----------------- | --------------------------- | -- |
| Партія регіонів   | 18                          | 90 |
| Самовисування     | 2                           | 10 |

#### За округами
| № округу        | Прізвище, ім'я, по батькові        | Дата визнання обраним | Освіта             | Партійна приналежність            | Відомості про обраного депутата                   |
| --------------- | ---------------------------------- | --------------------- | ------------------ | --------------------------------- | ------------------------------------------------- |
| Партія регіонів |                                    |                       |                    |                                   |                                                   |
| 2               | Шрамко Зоя Іванівна                | 05.11.2010            | середня спеціальна | член Партії регіонів              | пенсіонер                                         |
| 3               | Козирєв Сергій Іванович            | 05.11.2010            | середня спеціальна | член Партії регіонів              | Райветслужба, водій                               |
| 4               | Загоруйко Микола Іванович          | 05.11.2010            | середня спеціальна | член Партії регіонів              | Укртелеком, водій                                 |
| 5               | Шаповалова Тетяна Йосиповна        | 05.11.2010            | вища               | член Партії регіонів              | Петропавлівська с/рада, секретар                  |
| 6               | Реуцька Лідія Василівна            | 05.11.2010            | середня            | член Партії регіонів              | пенсіонер                                         |
| 7               | Панченко Світлана Володмирівна     | 05.11.2010            | вища               | член Партії регіонів              | Петропавлівське відділення зв'язку, листоноша     |
| 8               | Бутенко Любов Іванівна             | 05.11.2010            | вища               | член Партії регіонів              | Петропавлівська с/рада, спеціаліст                |
| 9               | Лисенко Микола Васильович          | 05.11.2010            | середня            | член Партії регіонів              | приватний підприємець                             |
| 11              | Щулєпова Ніна Антонівна            | 05.11.2010            | середня            | член Партії регіонів              | пенсіонер                                         |
| 12              | Реуцька Інна Антонівна             | 05.11.2010            | середня            | член Партії регіонів              | ФГ «Ромашка», секретар                            |
| 13              | Лофицький Іван Володимирович       | 05.11.2010            | вища               | член Партії регіонів              | ФГ «Ромашка», агроном                             |
| 14              | Загоруйко Володимир Володиммирович | 05.11.2010            | середня            | член Партії регіонів              | ФГ «Ромашка», механізатор                         |
| 15              | Водолазький Олександр Георгійович  | 05.11.2010            | середня            | член Партії регіонів              | ФГ «Ромашка», механізатор                         |
| 16              | Фенько Сергій Володимирович        | 05.11.2010            | середня            | член Партії регіонів              | тимчасово не працює                               |
| 17              | Шутько Микола Іванович             | 05.11.2010            | середня            | член Партії регіонів              | Станція Куп'янськ-Сортувальний, прийомщик потягів |
| 18              | Галич Тамара Георгіївна            | 05.11.2010            | середня            | член Партії регіонів              | ПП «Федотов», фасівник                            |
| 19              | Дереповська Олена Віталіївна       | 05.11.2010            | середня            | член Партії регіонів              | тимчасово не працює                               |
| 20              | Скоріков Володимир Якович          | 05.11.2010            | вища               | член Партії регіонів              | пенсіонер                                         |
| Самовисування   |                                    |                       |                    |                                   |                                                   |
| 1               | Лебеденко Людмила Вікторівна       | 05.11.2010            | середня спеціальна | член Партії регіонів              | Петропавлівська БК, директор БК                   |
| 10              | Бутенко Іван Андрійович            | 05.11.2010            | середня            | член Комуністичної партії України | ФГ «Ромашка», водій                               |